# Аснар II Галиндес
Асна́р II Гали́ндес (араг. Aznar II Galíndez) (умер в 893) — граф Арагона (867—893), представитель династии Галиндес.

## Биография
Аснар II Галиндес был единственным ребёнком графа Арагона Галиндо I Аснареса, которому наследовал в 867 году. О правлении графа Аснара почти ничего не известно. Незначительное количество сведений об этом периоде истории Арагона современные историки считают следствием политики графа Аснара II, направленной на поддержание мирных отношений с соседними правителями.
Единственными достоверными свидетельствами о графе Аснаре Галиндесе являются сведения о его семье, приводимые в генеалогиях «Кодекса Роды». Согласно этим данным, граф Аснар II был женат на Онеке, дочери короля Памплоны Гарсии I Иньигеса. Детьми от этого брака были:
- Галиндо II Аснарес (умер в 922) — последний граф Арагона (893—922) из династии Галиндес
- Гарсия
- Санча — жена вали Уэски Мухаммада ал-Тавиля[англ.]
- Уррака — первая жена короля Наварры Санчо I Гарсеса.